# Saxifraga decora
Saxifraga decora är en stenbräckeväxtart som beskrevs av H. Sm.. Saxifraga decora ingår i Bräckesläktet som ingår i familjen stenbräckeväxter. Inga underarter finns listade i Catalogue of Life.